# Ralung
Ralung, oorspronkelijk Shedrub Chokhar Ling Gompa, ook wel Druk Ralung en Ralung Gompa, is een Tibetaans boeddhistisch klooster dat behoort tot de kagyütraditie. Het klooster is in 1180 gesticht door Tsangpa Gyare in de regio U-Tsang in West-Tibet, de huidige Tibetaanse Autonome Regio. Tsangpa Gyare was de stichter van de drugpa kagyü-orde en daarmee de eerste gyalwang drugpa.
Het klooster ligt in het arrondissement Gyantse, enkele kilometers ten zuiden van de weg van Nakartse naar Lungmar, direct noordelijk van district Dzongkhag Gasa in Bhutan. In het verleden was er een handelsroute via de bergpas Yak La, waardoor de invloed van het Ralung reikte naar het zuiden. Het klooster is omgeven door hoge bergpieken en gletsjervelden van Gyetong Soksum (6244 meter), Jangzang Lhamo (6324 meter) en Nojin Gangzang (7191 meter).
De stichter van Bhutan, de eerste Shabdrung, Ngawang Namgyal, was de 18e abt van het Ralungklooster. In 1616 ontvluchtte hij Tibet toen zijn erkenning als de incarnatie van Pema Karpo werd betwist door de gouverneur van U-Tsang. In Bhutan vestigde hij de Drugpa-theocratie dat tot in de 21e eeuw in iets aangepaste vorm de religie is van het koningshuis van Bhutan.